# Bufo
Bufo är ett släkte av groddjur som ingår i familjen paddor (Bufonidae).
Släktet Bufo omfattade länge enligt traditionell taxonomi ett stort antal paddarter (omkring 200–300) från olika delar av världen. Släktet användes också länge som ett papperskorgstaxon. Men under 2000-talet har många arter efter genetiska undersökningar flyttats till andra släkten. Enligt fylogenetisk systematik innehåller släktet Bufo ett antal paddarter från Europa, norra Afrika och Asien, däribland den vitt spridda vanlig padda (Bufo bufo). De flesta auktorer accepterar att beskrivningen av släktet är baserad på vanlig padda och en kladistisk analys av Frost et al. 2006 begränsade släktnamnet Bufo till paddor som tillhörde den så kallade Bufo bufo-gruppen (innebärande vanlig padda och med denna besläktade arter) och gav flera tidigare undersläkten inom Bufo i dess traditionella mening status som egna släkten, till exempel Anaxyrus och Bufotes. På grund av kunskapsbrist lämnade Frost et al. dock för vetenskapen flera ej väl kända arters taxonomi outredd. Dessa arter behandlas antingen som Bufo sensu lato av praktiska skäl (Bufo i fylogenetisk meningen blir då Bufo sensu stricto) eller ses som ej tilldelade ett släkte. Släktets systematik är därför ännu under diskussion. På 2020-talet har särskilt flera studier av paddor från den östra palearktiska regionen presenterats och resulterat i beskrivningen av några nya arter. Statusen för vissa populationer är omdiskuterad. Till exempel betraktar Internationella naturvårdsunionen (IUCN) i sin rödlistning Bufo torrenticola som en art men torrenticola kan också betraktas som en underart till Bufo japonicus som vardagligt kallas japansk padda (en studie från 2022 menade att Bufo praetextatus bör föredras som vetenskapligt namn framför Bufo japonicus på japansk padda, eftersom Bufo praetextatus är ett äldre tillgängligt namn för arten.

## Arter
Databasen Amphibian Species of the World listade 24 arter som tillhörande släktet Bufo år 2023:
- Bufo ailaoanus Kou, 1984
- Bufo andrewsi Schmidt, 1925
- Bufo aspinius (Rao och Yang, 1994)
- Bufo bankorensis Barbour, 1908
- Bufo bufo (Linnaeus, 1758) - vanlig padda
- Bufo cryptotympanicus Liu och Hu, 1962
- Bufo eichwaldi Litvinchuk, Borkin, Skorinov och Rosanov, 2008
- Bufo exiguus Qi, Lyu, Song, Wei, Zhong och Wang, 2023
- Bufo formosus Boulenger, 1883
- Bufo gargarizans Cantor, 1842
- Bufo luchunnicus (Yang och Rao, 2008)
- Bufo menglianus (Yang, 2008)
- Bufo minshanicus Stejneger, 1926
- Bufo pageoti Bourret, 1937
- Bufo praetextatus Boie, 1826 - japansk padda (Bufo japonicus)
- Bufo sachalinensis Nikolskii, 1905
- Bufo spinosus Daudin, 1803
- Bufo stejnegeri Schmidt, 1931
- Bufo tibetanus Zarevskii, 1926 "1925"
- Bufo tuberculatus Zarevskij, 1926
- Bufo tuberospinius (Yang, Liu och Rao, 1996)
- Bufo verrucosissimus (Pallas, 1814)
- Bufo yongdeensis (Rao, Liu, Ma och Zhu, 2022 "2020")
- Bufo yunlingensis Rao, Hui, Zhu och Ma, 2022 "2020"

Noter: Bufo torrenticola listas som en art av IUCN.